# Françoise Durr
Françoise Durr (ur. 25 grudnia 1942 w Algierze) – francuska tenisistka.

## Kariera tenisowa
Wygrała w karierze 28 turniejów w grze pojedynczej i 67 w deblu. Jedyne singlowe zwycięstwo wielkoszlemowe odniosła na French Open w 1967 i było to ostatnie, aż do 2000, zwycięstwo Francuzki w tym turnieju (triumfowała Mary Pierce).
W grze podwójnej i mieszanej zdobyła 11 tytułów w Wielkim Szlemie. W latach 1967–1971 pięć razy z rzędu wygrywała konkurencję debla na French Open, dokładając zwycięstwa mikstowe w 1968, 1971 i 1973. W US Open wygrywała debla w 1969 i 1972 (finalistka debla 1971 i 1974, finalistka miksta 1969). Na turnieju wimbledońskim wygrała miksta w 1976 i poniosła 6 porażek w finałach kobiecego debla (1965, 1968, 1970, 1972, 1973, 1975).
Była półfinalistką gry pojedynczej na US Open w 1967, na Wimbledonie w 1970, a we French Open (poza rokiem końcowego triumfu) w 1972 i 1973.
Wygrywała także inne znane turnieje, m.in. międzynarodowe mistrzostwa Włoch w Rzymie (w deblu, 1969), otwarte mistrzostwa Kanady (1971 zarówno w singlu, jak i w deblu), otwarte mistrzostwa Niemiec (1967, w grze pojedynczej). W latach 1974 i 1977 finalistka deblowego WTA Finals.
W 1967 klasyfikowana na pozycji nr 3. na świecie, 9–krotnie kończyła sezony w czołowej dziesiątce (z przerwami w latach 1965–1976). W latach 60. i 70. reprezentowała Francję w Pucharze Federacji, a w 1996 była kapitanem zespołu narodowego. W 1993 została mianowana pierwszym dyrektorem ds. kobiecego tenisa we Francuskiej Federacji Tenisowej.
W Sylwestra 1975 roku wyszła za mąż za Boyda Browninga. Była pierwszą zawodniczką, która podróżowała po imprezach zawodowych z psem. Pies, o tenisowym imieniu Topspin, był popularną maskotką wielu zawodów i wzbudzał aplauz wnosząc na kort rakietę Durr w pysku.
W 2003 Françoise Durr została wpisana do Międzynarodowej Tenisowej Galerii Sławy.

## Historia występów wielkoszlemowych
Legenda
     W, wygrany turniej
     F, przegrana w finale
     SF, przegrana w półfinale
     QF, przegrana w ćwierćfinale
     xR, przegrana w x rundzie
      A, brak startu
     NH, turniej się nie odbył
Turniej Australian Open odbył się dwukrotnie w 1977 roku (styczeń i grudzień), za to nie został rozegrany w 1986.
     Początek Ery Open

### Występy w grze pojedynczej
| Australian Open        | A                           | A                           | A                           | A                           | A                           | QF | A  | QF | A |    | 2R | A  | A  | A  | A  | A  | A  | A  | A  | A  | A  | A  | 0 / 3 (0 / 1)   | 6 – 3 (1 – 1)      |  |  |  |  |  |  |  |  |  |  |  |  |  |
| French Open            | 2R                          | 3R                          | 4R                          | 4R                          | 2R                          | QF | QF | W  |   | 4R | 3R | 3R | QF | SF | SF | A  | A  | A  | A  | A  | A  | 1R | 1 / 15 (0 / 7)  | 35 – 13 (16 – 7)   |  |  |  |  |  |  |  |  |  |  |  |  |  |
| Wimbledon              | A                           | A                           | A                           | 2R                          | 2R                          | 4R | QF | 3R |   | QF | 2R | SF | QF | QF | 4R | 3R | 2R | 4R | 3R | 3R | 3R | 2R | 0 / 17 (0 / 12) | 35 – 17 (27 – 12)  |  |  |  |  |  |  |  |  |  |  |  |  |  |
| US Open                | A                           | A                           | 3R                          | A                           | 3R                          | QF | QF | SF |   | 3R | 3R | QF | 3R | 3R | 1R | 2R | 2R | 4R | 1R | 1R | A  | 1R | 0 / 16 (0 / 11) | 28 – 16 (15 – 11)  |  |  |  |  |  |  |  |  |  |  |  |  |  |
|                        |                             |                             |                             |                             |                             |    |    |    |   |    |    |    |    |    |    |    |    |    |    |    |    |    |                 |                    |  |  |  |  |  |  |  |  |  |  |  |  |  |
| Ranking na koniec roku | Ranking nie był publikowany | Ranking nie był publikowany | Ranking nie był publikowany | Ranking nie był publikowany | Ranking nie był publikowany | 10 | 7  | 3  |   |    |    | 10 | 6  | 9  |    | 10 | 9  | 15 | 32 | 32 | 31 | 96 | 1 / 51 (0 / 31) | 104 – 49 (59 – 31) |  |  |  |  |  |  |  |  |  |  |  |  |  |

### Występy w grze podwójnej
| Australian Open        | A                           | A                           | A                           | A                           | A                           | QF                          | A                           | QF                          | A                           |                             | SF                          | A                           | A                           | A                           | A                           | A                           | A                           | A                           | A                           | A                           | A                           | A                           | A                           | A                           | Koniec kariery              | Koniec kariery | 0 / 3 (0 / 1)   | 5 – 3 (2 – 1)       |  |  |  |  |  |  |  |  |  |
| French Open            | 2R                          | 2R                          | QF                          | QF                          | 1R                          | F                           | QF                          | W                           |                             | W                           | W                           | W                           | W                           | SF                          | F                           | A                           | A                           | A                           | A                           | A                           | A                           | F                           | 1R                          | 2R                          | Koniec kariery              | 2R             | 5 / 18 (4 / 10) | 43 – 12 (27 – 6)    |  |  |  |  |  |  |  |  |  |
| Wimbledon              | A                           | A                           | A                           | 1R                          | 2R                          | F                           | 1R                          | QF                          |                             | F                           | 3R                          | F                           | SF                          | F                           | F                           | QF                          | F                           | QF                          | SF                          | SF                          | SF                          | SF                          | A                           | A                           | Koniec kariery              | Koniec kariery | 0 / 17 (0 / 12) | 52 – 17 (45 – 12)   |  |  |  |  |  |  |  |  |  |
| US Open                | A                           | A                           | A                           | A                           | A                           | A                           | SF                          | A                           |                             | SF                          | W                           | SF                          | F                           | W                           | QF                          | F                           | SF                          | QF                          | QF                          | QF                          | SF                          | 1R                          | A                           | A                           | Koniec kariery              | Koniec kariery | 2 / 13 (2 / 12) | 39 – 11 (35 – 10)   |  |  |  |  |  |  |  |  |  |
|                        |                             |                             |                             |                             |                             |                             |                             |                             |                             |                             |                             |                             |                             |                             |                             |                             |                             |                             |                             |                             |                             |                             |                             |                             |                             |                |                 |                     |  |  |  |  |  |  |  |  |  |
| Ranking na koniec roku | Ranking nie był publikowany | Ranking nie był publikowany | Ranking nie był publikowany | Ranking nie był publikowany | Ranking nie był publikowany | Ranking nie był publikowany | Ranking nie był publikowany | Ranking nie był publikowany | Ranking nie był publikowany | Ranking nie był publikowany | Ranking nie był publikowany | Ranking nie był publikowany | Ranking nie był publikowany | Ranking nie był publikowany | Ranking nie był publikowany | Ranking nie był publikowany | Ranking nie był publikowany | Ranking nie był publikowany | Ranking nie był publikowany | Ranking nie był publikowany | Ranking nie był publikowany | Ranking nie był publikowany | Ranking nie był publikowany | Ranking nie był publikowany | Ranking nie był publikowany | –              | 7 / 51 (6 / 35) | 139 – 43 (109 – 29) |  |  |  |  |  |  |  |  |  |

### Występy w grze mieszanej
| Australian Open | A  | A  | A  | A  | A  | QF | A  | SF | A |    | 1R | Turniej nie był rozgrywany | Turniej nie był rozgrywany | Turniej nie był rozgrywany | Turniej nie był rozgrywany | Turniej nie był rozgrywany | Turniej nie był rozgrywany | Turniej nie był rozgrywany | Turniej nie był rozgrywany | Turniej nie był rozgrywany | Turniej nie był rozgrywany | Turniej nie był rozgrywany | Turniej nie był rozgrywany | 0 / 3 (0 / 1)   | 4 – 3 (0 – 1)     |  |  |  |  |  |  |  |  |  |  |
| French Open     | 3R | 1R | 2R | 1R | A  | SF | QF | 1R |   | W  | F  | F                          | W                          | F                          | W                          | A                          | A                          | A                          | A                          | A                          | QF                         | QF                         | A                          | 3 / 15 (3 / 8)  | 40 – 11 (32 – 5)  |  |  |  |  |  |  |  |  |  |  |
| Wimbledon       | A  | A  | A  | 1R | 4R | QF | SF | 3R |   | 2R | 1R | 2R                         | 2R                         | 3R                         | 4R                         | SF                         | 3R                         | W                          | 3R                         | SF                         | 2R                         | A                          | A                          | 1 / 17 (1 / 12) | 29 – 15 (20 – 10) |  |  |  |  |  |  |  |  |  |  |
| US Open         | A  | A  | A  | A  | A  | QF | 2R | A  |   | A  | F  | SF                         | 2R                         | 3R                         | QF                         | A                          | 2R                         | QF                         | 1R                         | QF                         | QF                         | A                          | A                          | 0 / 12 (0 / 10) | 20 – 10 (18 – 8)  |  |  |  |  |  |  |  |  |  |  |
|                 |    |    |    |    |    |    |    |    |   |    |    |                            |                            |                            |                            |                            |                            |                            |                            |                            |                            |                            |                            |                 |                   |  |  |  |  |  |  |  |  |  |  |
|                 |    |    |    |    |    |    |    |    |   |    |    |                            |                            |                            |                            |                            |                            |                            |                            |                            |                            |                            |                            | 4 / 47 (4 / 31) | 93 – 39 (70 – 24) |  |  |  |  |  |  |  |  |  |  |

## Finały turniejów WTA
| Legenda                     | Legenda |
| --------------------------- | ------- |
| Wielki Szlem                |         |
| Igrzyska olimpijskie        |         |
| WTA Tour Championships      |         |
| WTA Doubles Championships   |         |
| Toyota Series Championships |         |
| 1971 – 1987                 |         |
| Virginia Slims Circuit      |         |
| Grand Prix Series           |         |
| Colgate Series              |         |

### Gra pojedyncza 48 (28–20)

#### Przed Erą Open 21 (19–2)
| Końcowy wynik | Nr  | Data                | Turniej         | Nawierzchnia | Przeciwniczka            | Wynik finału   |
| ------------- | --- | ------------------- | --------------- | ------------ | ------------------------ | -------------- |
| Zwyciężczyni  | 1.  | 1965                | East London     |              |                          | brak danych    |
| Zwyciężczyni  | 2.  | 1965                | Istanbuł        |              |                          | brak danych    |
| Zwyciężczyni  | 3.  | 1965                | San Moritz      |              |                          | brak danych    |
| Zwyciężczyni  | 4.  | 1965                | Swiss Open      |              |                          | brak danych    |
| Zwyciężczyni  | 5.  | 1965                | Caracas         |              |                          | brak danych    |
| Zwyciężczyni  | 6.  | 1965                | Columbia        |              |                          | brak danych    |
| Zwyciężczyni  | 7.  | 1965                | Monte Carlo     |              |                          | brak danych    |
| Finalistka    | 1.  | 15 marca 1965       | Port-of-Spain   | Ceglana      | Lesley Turner            | 5:7, 2:6       |
| Zwyciężczyni  | 8.  | 25 czerwca 1965     | Hilversum       | Ceglana      | Edda Buding              | 9:11, 7:5, 6:4 |
| Zwyciężczyni  | 9.  | 18 kwietnia 1966    | Aix-en-Provence | Ceglana      | Jill Blackman            | 6:0, 6:2       |
| Zwyciężczyni  | 10. | 19 czerwca 1966     | Londyn          | Trawiasta    | Judy Tegart              | 4:6, 6:3, 7:5  |
| Zwyciężczyni  | 11. | 1966                | Swiss Open      |              |                          | brak danych    |
| Zwyciężczyni  | 12. | 8 stycznia 1967     | Perth           | Trawiasta    | Rosie Casals             | 4:6, 7:5, 6:3  |
| Finalistka    | 2.  | 6 lutego 1967       | Auckland        | Trawiasta    | Rosie Casals             | 2:6, 5:7       |
| Zwyciężczyni  | 13. | 3 lipca 1967        | French Open     | Ceglana      | Lesley Turner            | 4:6, 6:3, 6:4  |
| Zwyciężczyni  | 14. | 23 lipca 1967       | Båstad          | Ceglana      | Rosie Casals             | 7:5, 2:6, 6:2  |
| Zwyciężczyni  | 15. | 7 sierpnia 1967     | Hamburg         | Ceglana      | Lesley Turner            | 6:4, 4:6, 6:2  |
| Zwyciężczyni  | 16. | 1 października 1967 | Berkeley        | Trawiasta    | Carole Caldwell Graebner | 6:3, 6:3       |
| Zwyciężczyni  | 17. | 1967                | Kitzbuhel       |              |                          | brak danych    |
| Zwyciężczyni  | 18. | 1967                | New Zealand     |              |                          | brak danych    |
| Zwyciężczyni  | 19. | 1967                | Kingston        |              |                          | brak danych    |

#### W Erze Open 27 (9–18)
| Końcowy wynik | Nr  | Data                 | Turniej            | Nawierzchnia    | Przeciwniczka        | Wynik finału        |
| ------------- | --- | -------------------- | ------------------ | --------------- | -------------------- | ------------------- |
| Finalistka    | 1.  | 20 lipca 1969        | Aix-en-Provence    | Ceglana         | Ann Haydon-Jones     | 1:6, 1:6            |
| Zwyciężczyni  | 1.  | 28 lipca 1969        | Gstaad             | Ceglana         | Rosie Casals         | 6:4, 4:6, 6:2       |
| Finalistka    | 2.  | 14 czerwca 1970      | Bristol            | Trawiasta       | Margaret Smith Court | 1:6, 1:6            |
| Finalistka    | 3.  | 19 lipca 1970        | Gstaad             | Ceglana         | Rosie Casals         | 2:6, 7:5, 2:6       |
| Zwyciężczyni  | 2.  | 18 listopada 1970    | Londyn             | Dywanowa (hala) | Ann Haydon-Jones     | 7:6(4), 2:6, 6:2    |
| Finalistka    | 4.  | 15 lutego 1971       | Filadelfia         | Twarda          | Rosie Casals         | 3:6, 6:3, 2:6       |
| Zwyciężczyni  | 3.  | 21 lutego 1971       | Fort Lauderdale    | Ceglana         | Billie Jean King     | 6:3, 3:6, 6:3       |
| Finalistka    | 5.  | 16 maja 1971         | Hurlingham, Londyn | Ceglana         | Margaret Smith Court | 0:6, 3:6            |
| Zwyciężczyni  | 4.  | 11 lipca 1971        | Gstaad             | Ceglana         | Lesley Hunt          | 6:3, 6:3            |
| Zwyciężczyni  | 5.  | 15 sierpnia 1971     | Toronto            | Twarda          | Evonne Goolagong     | 6:4, 6:2            |
| Zwyciężczyni  | 6.  | 22 sierpnia 1971     | Chicago            | Dywanowa (hala) | Billie Jean King     | 6:4, 6:2            |
| Finalistka    | 6.  | 29 sierpnia 1971     | Newport            | Trawiasta       | Kerry Melville       | 3:6, 7:6(3), 6:7(4) |
| Finalistka    | 7.  | 18 października 1971 | Edynburg           | Dywanowa (hala) | Evonne Goolagong     | 0:6, 4:6            |
| Finalistka    | 8.  | 29 października 1971 | Londyn             | Twarda (hala)   | Billie Jean King     | 1:6, 7:5, 5:7       |
| Finalistka    | 9.  | 14 listopada 1971    | Torquay            | Dywanowa (hala) | Evonne Goolagong     | 1:6, 0:6            |
| Zwyciężczyni  | 7.  | 5 grudnia 1971       | Christchurch       | Trawiasta       | Billie Jean King     | 6:0, 6:3            |
| Finalistka    | 10. | 23 stycznia 1972     | Long Beach         | Twarda (hala)   | Rosie Casals         | 2:6, 7:6(4), 3:6    |
| Finalistka    | 11. | 30 stycznia 1972     | Boston             | Dywanowa (hala) | Virginia Wade        | 3:6, 5:7            |
| Finalistka    | 12. | 23 kwietnia 1972     | Tucson             | Twarda          | Billie Jean King     | 0:6, 3:6            |
| Zwyciężczyni  | 8.  | 25 czerwca 1972      | Eastbourne         | Trawiasta       | Judy Tegart Dalton   | 8:6, 6:3            |
| Finalistka    | 13. | 6 sierpnia 1972      | Columbus           | Ceglana         | Rosie Casals         | 7:6(2), 6:7(0), 0:6 |
| Zwyciężczyni  | 9.  | 23 września 1973     | Houston            | Dywanowa (hala) | Rosie Casals         | 6:4, 1:6, 6:4       |
| Finalistka    | 14. | 2 listopada 1975     | Sztokholm          | Dywanowa (hala) | Virginia Wade        | 3:6, 6:4, 5:7       |
| Finalistka    | 15. | 30 listopada 1975    | Tokio              | Dywanowa (hala) | Chris Evert          | 2:6, 4:6            |
| Finalistka    | 16. | 23 października 1976 | Palm Springs       | Twarda          | Chris Evert          | 1:6, 2:6            |
| Finalistka    | 17. | 24 września 1978     | Montreal           | Ceglana         | Caroline Stoll       | 3:6, 2:6            |

### Gra podwójna 149 (67–82)

#### Przed Erą Open 16 (6–10)
| Końcowy wynik | Nr  | Data                | Turniej         | Nawierzchnia | Partnerka        | Przeciwniczki                       | Wynik finału   |
| ------------- | --- | ------------------- | --------------- | ------------ | ---------------- | ----------------------------------- | -------------- |
| Zwyciężczyni  | 1.  | 2 kwietnia 1961     | Monte Carlo     | Ceglana      | Danièle Wild     | Carmen Coronado Christiane Mercelis | 0:6, 8:6, 6:2  |
| Finalistka    | 1.  | 14 lipca 1964       | Düsseldorf      | Ceglana      | Jeanine Lieffrig | Margaret Smith Lesley Turner        | 3:6, 10:8, 4:6 |
| Finalistka    | 2.  | 15 marca 1965       | Port-of-Spain   | Ceglana      | Norma Baylon     | Margaret Smith Lesley Turner        | 3:6, 4:6       |
| Finalistka    | 3.  | 28 marca 1965       | Caracas         | Twarda       | Norma Baylon     | Margaret Smith Lesley Turner        | 6:2, 0:6, 1:6  |
| Finalistka    | 4.  | 29 maja 1965        | French Open     | Ceglana      | Jeanine Lieffrig | Margaret Smith Lesley Turner        | 3:6, 1:6       |
| Finalistka    | 5.  | 6 czerwca 1965      | Lugano          | Ceglana      | Jeanine Lieffrig | Sylvana Lazzarino Lea Pericoli      | 1:6, 1:6       |
| Zwyciężczyni  | 2.  | 25 czerwca 1965     | Hilversum       | Ceglana      | Jeanine Lieffrig | Judy Tegart Lesley Turner           | 8:6, 2:6, 6:4  |
| Finalistka    | 6.  | 2 lipca 1965        | Wimbledon       | Trawiasta    | Jeanine Lieffrig | Maria Bueno Billie Jean Moffitt     | 2:6, 5:7       |
| Finalistka    | 7.  | 8 sierpnia 1965     | Hamburg         | Ceglana      | Maria Bueno      | Margaret Smith Lesley Turner        | 3:6, 1:6       |
| Finalistka    | 8.  | 18 kwietnia 1966    | Aix-en-Provence | Ceglana      | Jeanine Lieffrig | Jill Blackman Fay Toyne             | 6:4, 2:6, 5:7  |
| Zwyciężczyni  | 3.  | 17 lipca 1966       | Gstaad          | Ceglana      | Roberta Beltrame | Sonja Pachta Helga Schultze         | walkower       |
| Zwyciężczyni  | 4.  | 8 stycznia 1967     | Perth           | Trawiasta    | Gail Sherriff    | Rosie Casals Nancy Richey           | 4:6, 6:4, 6:4  |
| Zwyciężczyni  | 5.  | 6 lutego 1967       | Auckland        | Trawiasta    | Rosie Casals     | Kerry Melville Gail Sherriff        | 6:4, 10:8      |
| Zwyciężczyni  | 6.  | 3 czerwca 1967      | French Open     | Ceglana      | Gail Sherriff    | Annette Van Zyl Pat Walkden         | 6:2, 6:2       |
| Finalistka    | 9.  | 7 sierpnia 1967     | Hamburg         | Ceglana      | Gail Sherriff    | Judy Tegart Lesley Turner           | 6:8, 1:6       |
| Finalistka    | 10. | 1 października 1967 | Berkeley        | Trawiasta    | Judy Tegart      | Rosie Casals Billie Jean King       | 6:1, 6:4       |

#### W Erze Open 133 (61–72)
| Końcowy wynik | Nr  | Data                 | Turniej               | Nawierzchnia    | Partnerka           | Przeciwniczki                         | Wynik finału                                     |
| ------------- | --- | -------------------- | --------------------- | --------------- | ------------------- | ------------------------------------- | ------------------------------------------------ |
| Zwyciężczyni  | 1.  | 5 czerwca 1968       | French Open           | Ceglana         | Ann Haydon-Jones    | Rosie Casals Billie Jean King         | 7:5, 4:6, 6:4                                    |
| Finalistka    | 1.  | 16 czerwca 1968      | Beckenham             | Trawiasta       | Ann Haydon-Jones    | Maria Bueno Margaret Smith Court      | 3:6, 2:6                                         |
| Finalistka    | 2.  | 5 lipca 1968         | Wimbledon             | Trawiasta       | Ann Haydon-Jones    | Rosie Casals Billie Jean King         | 6:3, 4:6, 5:7                                    |
| Zwyciężczyni  | 2.  | 20 września 1968     | Los Angeles           | Twarda (hala)   | Ann Haydon-Jones    | Maria Bueno Margaret Smith Court      | 6:3, 6:2                                         |
| Finalistka    | 3.  | 7 stycznia 1969      | Perth                 | Trawiasta       | Ann Haydon-Jones    | Margaret Smith Court Judy Tegart      | 4:6, 4:6                                         |
| Zwyciężczyni  | 3.  | 7 kwietnia 1969      | Johannesburg          | Twarda          | Ann Haydon-Jones    | Nancy Richey Virginia Wade            | 6:2, 3:6, 6:4                                    |
| Zwyciężczyni  | 4.  | 27 kwietnia 1969     | Rzym                  | Ceglana         | Ann Haydon-Jones    | Rosie Casals Billie Jean King         | 6:3, 3:6, 6:2                                    |
| Zwyciężczyni  | 5.  | 7 czerwca 1969       | French Open           | Ceglana         | Ann Haydon-Jones    | Margaret Smith Court Nancy Richey     | 6:0, 4:6, 7:5                                    |
| Zwyciężczyni  | 6.  | 20 lipca 1969        | Aix-en-Provence       | Ceglana         | Ann Haydon-Jones    | Junko Sawamatsu Kazuko Sawamatsu      | 6:1, 5:7, 6:0                                    |
| Finalistka    | 4.  | 28 lipca 1969        | Gstaad                | Ceglana         | Ann Haydon-Jones    | Rosie Casals Billie Jean King         | 6:8, 3:6                                         |
| Zwyciężczyni  | 7.  | 8 września 1969      | US Open               | Trawiasta       | Darlene Hard        | Margaret Smith Court Virginia Wade    | 0:6, 6:4, 6:4                                    |
| Finalistka    | 5.  | 28 września 1969     | Los Angeles           | Twarda (hala)   | Ann Haydon-Jones    | Rosie Casals Billie Jean King         | 8:6, 6:8, 9:11                                   |
| Finalistka    | 6.  | 29 listopada 1969    | Sztokholm             | Dywanowa (hala) | Julie Heldman       | Rosie Casals Billie Jean King         | 4:6, 4:6                                         |
| Finalistka    | 7.  | 27 maja 1970         | Rzym                  | Ceglana         | Virginia Wade       | Rosie Casals Billie Jean King         | 2:6, 6:3, 7:9                                    |
| Zwyciężczyni  | 8.  | 7 czerwca 1970       | French Open           | Ceglana         | Gail Chanfreau      | Rosie Casals Billie Jean King         | 6:1, 3:6, 6:3                                    |
| Finalistka    | 8.  | 4 lipca 1970         | Wimbledon             | Trawiasta       | Virginia Wade       | Rosie Casals Billie Jean King         | 2:6, 3:6                                         |
| Zwyciężczyni  | 9.  | 19 lipca 1970        | Gstaad                | Ceglana         | Rosie Casals        | Helga Masthoff Betty Stöve            | 6:2, 6:2                                         |
| Zwyciężczyni  | 10. | 9 sierpnia 1970      | Haverford             | Trawiasta       | Gail Chanfreau      | Mary-Ann Eisel Valerie Ziegenfuss     | 6:3, 6:2                                         |
| Finalistka    | 9.  | 30 sierpnia 1970     | South Orange          | Trawiasta       | Gail Chanfreau      | Rosie Casals Virginia Wade            | 3:6, 4:6                                         |
| Zwyciężczyni  | 11. | 19 października 1970 | Edynburg              | Dywanowa (hala) | Patti Hogan         | Betty Stöve Sharon Walsh              | 10:8, 3:6, 11:9                                  |
| Finalistka    | 10. | 20 września 1970     | Charlotte             | Ceglana         | Nancy Richey        | Margaret Smith Court Virginia Wade    | 1:10                                             |
| Finalistka    | 11. | 26 października 1970 | Stalybridge           | Dywanowa (hala) | Betty Stöve         | Ann Haydon-Jones Virginia Wade        | 4:6, 3:6                                         |
| Finalistka    | 12. | 1 listopada 1970     | Aberavon              | Dywanowa (hala) | Betty Stöve         | Ann Haydon-Jones Virginia Wade        | 4:6, 3:6                                         |
| Finalistka    | 13. | 10 stycznia 1971     | San Francisco         | Twarda (hala)   | Ann Haydon-Jones    | Rosie Casals Billie Jean King         | 4:6, 7:6, 1:6                                    |
| Finalistka    | 14. | 17 stycznia 1971     | Long Beach            | Twarda (hala)   | Ann Haydon-Jones    | Rosie Casals Billie Jean King         | 5:7, 3:6                                         |
| Finalistka    | 15. | 24 stycznia 1971     | Milwaukee             | Twarda (hala)   | Ann Haydon-Jones    | Rosie Casals Billie Jean King         | 3:6, 6:1, 2:6                                    |
| Finalistka    | 16. | 7 lutego 1971        | Chattanooga           | Twarda (hala)   | Ann Haydon-Jones    | Rosie Casals Billie Jean King         | 4:6, 5:7                                         |
| Finalistka    | 17. | 28 lutego 1971       | Boston                | Twarda (hala)   | Ann Haydon-Jones    | Rosie Casals Billie Jean King         | 4:6, 5:7                                         |
| Zwyciężczyni  | 12. | 4 kwietnia 1971      | San Juan              | Twarda          | Ann Haydon-Jones    | Karen Krantzcke Kerry Melville        | 6:2, 6:3                                         |
| Zwyciężczyni  | 13. | 11 kwietnia 1971     | St. Petersburg        | Ceglana         | Ann Haydon-Jones    | Julie Heldman Judy Tegart Dalton      | 7:6, 3:6, 6:3                                    |
| Zwyciężczyni  | 14. | 18 kwietnia 1971     | Las Vegas             | Twarda          | Ann Haydon-Jones    | Rosie Casals Billie Jean King         | 0:6, 6:2, 6:4                                    |
| Finalistka    | 18. | 25 kwietnia 1971     | San Diego             | Twarda          | Judy Tegart Dalton  | Rosie Casals Billie Jean King         | 7:6, 2:6, 3:6                                    |
| Zwyciężczyni  | 15. | 22 maja 1971         | Bournemouth           | Ceglana         | Mary–Ann Curtis     | Margaret Smith Court Evonne Goolagong | 6:3, 5:7, 6:4                                    |
| Zwyciężczyni  | 16. | 5 czerwca 1971       | French Open           | Ceglana         | Gail Chanfreau      | Helen Gourlay Cawley Kerry Harris     | 6:4, 6:1                                         |
| Zwyciężczyni  | 17. | 13 czerwca 1971      | Nottingham            | Trawiasta       | Julie Heldman       | Ana Maria Pinto-Bravo Raquel Giscafré | 6:0, 6:3                                         |
| Finalistka    | 19. | 11 lipca 1971        | Gstaad                | Ceglana         | Lea Pericoli        | Brenda Kirk Laura Rossouw             | 6:8, 3:6                                         |
| Finalistka    | 20. | 2 sierpnia 1971      | Wenecja               | Ceglana         | Gail Chanfreau      | Billie Jean King Judy Tegart Dalton   | 6:3, 4:6, 4:6                                    |
| Finalistka    | 21. | 8 sierpnia 1971      | Houston               | Dywanowa (hala) | Judy Tegart Dalton  | Rosie Casals Billie Jean King         | 3:6, 6:1, 2:6                                    |
| Zwyciężczyni  | 18. | 15 sierpnia 1971     | Toronto               | Twarda          | Rosie Casals        | Evonne Goolagong Lesley Turner Bowrey | 6:3, 6:2                                         |
| Zwyciężczyni  | 19. | 22 sierpnia 1971     | Chicago               | Dywanowa (hala) | Judy Tegart Dalton  | Rosie Casals Billie Jean King         | 4:6, 6:7                                         |
| Zwyciężczyni  | 20. | 29 sierpnia 1971     | Newport               | Trawiasta       | Judy Tegart Dalton  | Kerry Harris Kerry Melville           | 6:2, 6:1                                         |
| Finalistka    | 22. | 11 września 1971     | US Open               | Trawiasta       | Gail Chanfreau      | Rosie Casals Judy Tegart Dalton       | 3:6, 3:6                                         |
| Zwyciężczyni  | 21. | 19 września 1971     | Louisville            | Ceglana         | Judy Tegart Dalton  | Kerry Melville Betty Stöve            | 2:6, 6:4, 6:3                                    |
| Finalistka    | 23. | 26 września 1971     | Los Angeles           | Twarda          | Judy Tegart Dalton  | Rosie Casals Billie Jean King         | 3:6, 2:6                                         |
| Finalistka    | 24. | 3 października 1971  | Phoenix               | Twarda          | Judy Tegart Dalton  | Rosie Casals Billie Jean King         | 3:6, 2:6                                         |
| Zwyciężczyni  | 22. | 24 października 1971 | Billingham            | Dywanowa (hala) | Virginia Wade       | Evonne Goolagong Julie Heldman        | 6:3, 4:6, 6:2                                    |
| Zwyciężczyni  | 23. | 29 października 1971 | Londyn                | Twarda (hala)   | Virginia Wade       | Evonne Goolagong Julie Heldman        | 3:6, 7:5, 6:3                                    |
| Zwyciężczyni  | 24. | 7 listopada 1971     | Aberavon              | Dywanowa (hala) | Virginia Wade       | Evonne Goolagong Julie Heldman        | 7:5, 6:4                                         |
| Finalistka    | 25. | 14 listopada 1971    | Torquay               | Dywanowa (hala) | Virginia Wade       | Evonne Goolagong Julie Heldman        | 6:7, 4:6                                         |
| Finalistka    | 26. | 21 listopada 1971    | Londyn                | Dywanowa (hala) | Virginia Wade       | Evonne Goolagong Julie Heldman        | 5:7, 4:6                                         |
| Finalistka    | 27. | 5 grudnia 1971       | Christchurch          | Trawiasta       | Judy Tegart Dalton  | Rosie Casals Billie Jean King         | 3:6, 8:9(6)                                      |
| Finalistka    | 28. | 16 stycznia 1972     | San Francisco         | Twarda          | Judy Tegart Dalton  | Rosie Casals Virginia Wade            | 3:6, 7:5, 2:6                                    |
| Finalistka    | 29. | 30 stycznia 1972     | Boston                | Dywanowa (hala) | Judy Tegart Dalton  | Rosie Casals Virginia Wade            | 6:2, 3:6, 6:7(4)                                 |
| Zwyciężczyni  | 25. | 6 lutego 1972        | Fort Lauderdale       | Ceglana         | Judy Tegart Dalton  | Nancy Gunter Virginia Wade            | 6:3, 6:2                                         |
| Finalistka    | 30. | 20 lutego 1972       | Oklahoma City         | Dywanowa (hala) | Judy Tegart Dalton  | Rosie Casals Billie Jean King         | 7:6(4), 6:7(2), 2:6                              |
| Finalistka    | 31. | 27 lutego 1972       | Waszyngton            | Dywanowa (hala) | Judy Tegart Dalton  | Billie Jean King Betty Stöve          | 1:6, 7:6, 5:7                                    |
| Zwyciężczyni  | 26. | 6 marca 1972         | Birmingham (Michigan) | Dywanowa (hala) | Judy Tegart Dalton  | Rosie Casals Kerry Melville           | 6:1, 6:1                                         |
| Finalistka    | 32. | 13 marca 1972        | Dallas                | Dywanowa (hala) | Judy Tegart Dalton  | Rosie Casals Billie Jean King         | 3:6, 6:4, 5:7                                    |
| Finalistka    | 33. | 16 kwietnia 1972     | St. Petersburg        | Ceglana         | Judy Tegart Dalton  | Karen Krantzcke Wendy Overton         | 5:7, 4:6                                         |
| Finalistka    | 34. | 23 kwietnia 1972     | Tucson                | Twarda          | Judy Tegart Dalton  | Kerry Harris Karen Krantzcke          | 3:6, 7:6, 3:6                                    |
| Finalistka    | 35. | 7 maja 1972          | Indianapolis          | Dywanowa (hala) | Judy Tegart Dalton  | Rosie Casals Karen Krantzcke          | 3:6, 2:6                                         |
| Finalistka    | 36. | 25 czerwca 1972      | Eastbourne            | Trawiasta       | Judy Tegart Dalton  | Lesley Hunt Betty Stöve               | 4:6, 8:6, 3:6                                    |
| Finalistka    | 37. | 8 lipca 1972         | Wimbledon             | Trawiasta       | Judy Tegart Dalton  | Billie Jean King Betty Stöve          | 2:6, 6:4, 3:6                                    |
| Zwyciężczyni  | 27. | 6 sierpnia 1972      | Columbus              | Ceglana         | Helen Gourlay       | Kerry Harris Kerry Melville           | 6:4, 6:3                                         |
| Zwyciężczyni  | 28. | 20 sierpnia 1972     | Denver                | Twarda          | Lesley Hunt         | Helen Gourlay Karen Krantzcke         | 6:0, 6:3                                         |
| Zwyciężczyni  | 29. | 7 września 1972      | US Open               | Ceglana         | Betty Stöve         | Margaret Smith Court Virginia Wade    | 6:3, 1:6, 6:3                                    |
| Zwyciężczyni  | 30. | 17 września 1972     | Charlotte             | Ceglana         | Betty Stöve         | Margaret Smith Court Lesley Hunt      | tytuł wspólny, mecz nie odbył się                |
| Finalistka    | 38. | 3 października 1972  | Phoenix               | Twarda          | Betty Stöve         | Rosie Casals Wendy Overton            | 4:6, 3:6                                         |
| Zwyciężczyni  | 31. | 11 lutego 1973       | Miami                 | Ceglana         | Betty Stöve         | Rosie Casals Billie Jean King         | 4:6, 6:2, 6:3                                    |
| Finalistka    | 39. | 8 kwietnia 1973      | Filadelfia            | Dywanowa (hala) | Betty Stöve         | Margaret Smith Court Lesley Hunt      | 1:6, 6:3, 2:6                                    |
| Finalistka    | 40. | 15 kwietnia 1973     | Boston                | Dywanowa (hala) | Betty Stöve         | Rosie Casals Billie Jean King         | 4:6, 2:6                                         |
| Finalistka    | 41. | 22 kwietnia 1973     | Jacksonville          | Ceglana         | Betty Stöve         | Rosie Casals Billie Jean King         | 6:7, 7:5, 3:6                                    |
| Zwyciężczyni  | 32. | 6 maja 1973          | Hilton Head           | Ceglana         | Betty Stöve         | Rosie Casals Billie Jean King         | 3:6, 6:4, 6:3                                    |
| Finalistka    | 42. | 2 czerwca 1973       | French Open           | Ceglana         | Betty Stöve         | Margaret Smith Court Virginia Wade    | 2:6, 3:6                                         |
| Finalistka    | 43. | 9 czerwca 1973       | Mobile                |                 | Valerie Ziegenfuss  | Rosie Casals Billie Jean King         | 3:6, 6:4, 2:6                                    |
| Finalistka    | 44. | 24 czerwca 1973      | Londyn                | Trawiasta       | Betty Stöve         | Rosie Casals Billie Jean King         | 6:4, 3:6, 5:7                                    |
| Finalistka    | 45. | 8 lipca 1973         | Wimbledon             | Trawiasta       | Betty Stöve         | Rosie Casals Billie Jean King         | 1:6, 6:4, 5:7                                    |
| Zwyciężczyni  | 33. | 5 sierpnia 1973      | Denver                | Dywanowa (hala) | Betty Stöve         | Rosie Casals Billie Jean King         | 2:3 (mecz przerwany przez deszcz, tytuł wspólny) |
| Zwyciężczyni  | 34. | 12 sierpnia 1973     | Nashville             | Twarda          | Betty Stöve         | Karen Krantzcke Janet Newberry        | 6:4, 6:7, 6:1                                    |
| Zwyciężczyni  | 35. | 19 sierpnia 1973     | New Jersey            | Twarda (hala)   | Betty Stöve         | Julie Anthony Mona Schallau           | 6:4, 6:4                                         |
| Zwyciężczyni  | 36. | 26 sierpnia 1973     | Newport               | Trawiasta       | Betty Stöve         | Janet Newberry Pam Teeguarden         | 6:4, 6:3                                         |
| Finalistka    | 46. | 23 września 1973     | Houston               | Dywanowa (hala) | Betty Stöve         | Mona Schallau Pam Teeguarden          | 3:6, 7:5, 4:6                                    |
| Zwyciężczyni  | 37. | 30 września 1973     | Columbus              | Dywanowa (hala) | Betty Stöve         | Mona Schallau Pam Teeguarden          | 7:5, 7:5                                         |
| Finalistka    | 47. | 23 października 1973 | Boca Raton            | Ceglana         | Betty Stöve         | Rosie Casals Margaret Smith Court     | 2:6, 4:6                                         |
| Finalistka    | 48. | 29 listopada 1973    | Baltimore             | Dywanowa (hala) | Betty Stöve         | Rosie Casals Billie Jean King         | 6:3, 4:6, 2:6                                    |
| Finalistka    | 49. | 20 stycznia 1974     | San Francisco         | Dywanowa (hala) | Betty Stöve         | Chris Evert Billie Jean King          | 4:6, 2:6                                         |
| Finalistka    | 50. | 3 lutego 1974        | Waszyngton            | Dywanowa (hala) | Kerry Harris        | Billie Jean King Betty Stöve          | 1:6, 7:6, 5:7                                    |
| Zwyciężczyni  | 38. | 10 lutego 1974       | Fort Lauderdale       | Ceglana         | Betty Stöve         | Patti Hogan Sharon Walsh              | 6:3, 6:2                                         |
| Finalistka    | 51. | 24 lutego 1974       | Detroit               | Dywanowa (hala) | Betty Stöve         | Rosie Casals Billie Jean King         | 6:2, 4:6, 5:7                                    |
| Finalistka    | 52. | 3 marca 1974         | Chicago               | Dywanowa (hala) | Betty Stöve         | Chris Evert Billie Jean King          | 6:3, 4:6, 4:6                                    |
| Finalistka    | 53. | 7 września 1974      | US Open               | Ceglana         | Betty Stöve         | Rosie Casals Billie Jean King         | 6:7, 7:6, 4:6                                    |
| Zwyciężczyni  | 39. | 22 września 1974     | Orlando               | Ceglana         | Betty Stöve         | Rosie Casals Billie Jean King         | 6:3, 6:7(2), 6:4                                 |
| Zwyciężczyni  | 40. | 29 września 1974     | Denver                | Dywanowa (hala) | Betty Stöve         | Mona Schallau Pam Teeguarden          | 6:2, 7:5                                         |
| Zwyciężczyni  | 41. | 13 października 1974 | Phoenix               | Twarda          | Betty Stöve         | Mona Schallau Pam Teeguarden          | 6:3, 5:7, 6:3                                    |
| Finalistka    | 54. | 20 października 1974 | Los Angeles           | Dywanowa (hala) | Betty Stöve         | Rosie Casals Billie Jean King         | 1:6, 7:6(2), 5:7                                 |
| Zwyciężczyni  | 42. | 2 lutego 1975        | Waszyngton            | Dywanowa (hala) | Betty Stöve         | Helen Gourlay Kerry Melville          | 6:3, 6:4                                         |
| Zwyciężczyni  | 43. | 9 lutego 1975        | Akron                 | Dywanowa (hala) | Betty Stöve         | Chris Evert Martina Navrátilová       | 7:5, 7:6(4)                                      |
| Finalistka    | 55. | 23 lutego 1975       | Detroit               | Dywanowa (hala) | Betty Stöve         | Lesley Hunt Martina Navrátilová       | 6:2, 5:7, 2:6                                    |
| Zwyciężczyni  | 44. | 16 marca 1975        | Houston               | Dywanowa (hala) | Betty Stöve         | Evonne Goolagong Virginia Wade        | 2:6, 6:3, 7:6(2)                                 |
| Zwyciężczyni  | 45. | 23 marca 1975        | Dallas                | Dywanowa (hala) | Betty Stöve         | Julie Anthony Mona Schallau           | 7:6(4), 6:2                                      |
| Finalistka    | 56. | 5 lipca 1975         | Wimbledon             | Trawiasta       | Betty Stöve         | Ann Kiyomura Kazuko Sawamatsu         | 5:7, 6:1, 5:7                                    |
| Finalistka    | 57. | 21 września 1975     | Atlanta               | Dywanowa (hala) | Betty Stöve         | Chris Evert Martina Navrátilová       | 4:6, 7:5, 2:6                                    |
| Zwyciężczyni  | 46. | 28 września 1975     | Denver                | Dywanowa (hala) | Betty Stöve         | Rosie Casals Martina Navrátilová      | 3:6, 6:1, 7:6                                    |
| Zwyciężczyni  | 47. | 12 października 1975 | Phoenix               | Twarda          | Betty Stöve         | Rosie Casals Martina Navrátilová      | 6:7, 6:4, 6:0                                    |
| Zwyciężczyni  | 48. | 2 listopada 1975     | Sztokholm             | Dywanowa (hala) | Betty Stöve         | Evonne Goolagong Cawley Virginia Wade | 6:3, 6:4                                         |
| Zwyciężczyni  | 49. | 2 listopada 1975     | Paryż                 | Dywanowa (hala) | Betty Stöve         | Evonne Goolagong Cawley Virginia Wade | 2:6, 6:0, 6:3                                    |
| Zwyciężczyni  | 50. | 16 listopada 1975    | Londyn                | Twarda (hala)   | Betty Stöve         | Evonne Goolagong Cawley Virginia Wade | 6:4, 7:6                                         |
| Zwyciężczyni  | 51. | 30 listopada 1975    | Tokio                 | Dywanowa (hala) | Rosie Casals        | Jeanne Evert Olga Morozowa            | 6:3, 6:3                                         |
| Zwyciężczyni  | 52. | 18 stycznia 1976     | Houston               | Dywanowa (hala) | Rosie Casals        | Chris Evert Martina Navrátilová       | 6:0, 7:5                                         |
| Finalistka    | 58. | 6 marca 1976         | San Francisco         | Dywanowa (hala) | Rosie Casals        | Billie Jean King Betty Stöve          | 4:6, 1:6                                         |
| Finalistka    | 59. | 28 marca 1976        | Boston                | Dywanowa (hala) | Rosie Casals        | Ann Kiyomura Mona Schallau            | 6:3, 1:6, 5:7                                    |
| Finalistka    | 60. | 3 kwietnia 1976      | Filadelfia            | Twarda          | Rosie Casals        | Billie Jean King Betty Stöve          | 6:7(4), 4:6                                      |
| Zwyciężczyni  | 53. | 19 września 1976     | Atlanta               | Dywanowa (hala) | Rosie Casals        | Betty Stöve Virginia Wade             | 6:0, 6:4                                         |
| Finalistka    | 61. | 30 listopada 1976    | Tokio                 | Dywanowa (hala) | Rosie Casals        | Sue Barker Ann Kiyomura               | 6:4, 3:6, 1:6                                    |
| Finalistka    | 62. | 5 grudnia 1976       | Sydney                | Trawiasta       | Ann Kiyomura        | Martina Navrátilová Betty Stöve       | 3:6, 5:7                                         |
| Finalistka    | 63. | 6 lutego 1977        | Seattle               | Dywanowa (hala) | Martina Navrátilová | Rosie Casals Chris Evert              | 4:6, 6:3, 3:6                                    |
| Zwyciężczyni  | 54. | 20 marca 1977        | Filadelfia            | Dywanowa (hala) | Virginia Wade       | Martina Navrátilová Betty Stöve       | 6:4, 4:6, 6:4                                    |
| Finalistka    | 64. | 3 kwietnia 1977      | Hilton Head           | Ceglana         | Virginia Wade       | Rosie Casals Chris Evert              | 4:6, 2:6                                         |
| Finalistka    | 65. | 8 kwietnia 1977      | Tokio, WTA Doubles    | Dywanowa (hala) | Virginia Wade       | Martina Navrátilová Betty Stöve       | 5:7, 3:6                                         |
| Zwyciężczyni  | 55. | 6 listopada 1977     | Palm Springs          | Twarda (hala)   | Virginia Wade       | Helen Gourlay Joanne Russell          | 6:1, 4:6, 6:4                                    |
| Finalistka    | 66. | 15 stycznia 1978     | Hollywood             | Dywanowa (hala) | Virginia Wade       | Rosie Casals Wendy Turnbull           | 2:6, 4:6                                         |
| Finalistka    | 67. | 26 marca 1978        | Filadelfia            | Dywanowa (hala) | Virginia Wade       | Kerry Reid Wendy Turnbull             | 3:6, 5:7                                         |
| Finalistka    | 68. | 7 kwietnia 1978      | Tokio, WTA Doubles    | Dywanowa (hala) | Virginia Wade       | Billie Jean King Martina Navrátilová  | 5:7, 3:6                                         |
| Finalistka    | 69. | 17 września 1978     | San Antonio           | Twarda          | Laura DuPont        | Ilana Kloss Marise Kruger             | 1:6, 4:6                                         |
| Zwyciężczyni  | 56. | 1 października 1978  | Atlanta               | Dywanowa (hala) | Virginia Wade       | Martina Navrátilová Anne Smith        | 4:6, 6:2, 6:4                                    |
| Zwyciężczyni  | 57. | 5 listopada 1978     | Buenos Aires          | Ceglana         | Valerie Ziegenfuss  | Laura DuPont Regina Maršíková         | 1:6, 6:4, 6:3                                    |
| Zwyciężczyni  | 58. | 11 lutego 1979       | Seattle               | Dywanowa (hala) | Betty Stöve         | Sue Barker Ann Kiyomura               | 7:6(4), 4:6, 6:4                                 |
| Zwyciężczyni  | 59. | 11 marca 1979        | Filadelfia            | Dywanowa (hala) | Betty Stöve         | Renée Richards Virginia Wade          | 6:4, 6:2                                         |
| Zwyciężczyni  | 60. | 25 marca 1979        | Nowy Jork             | Dywanowa (hala) | Betty Stöve         | Sue Barker Ann Kiyomura               | 7:6(1), 7:6(3)                                   |
| Zwyciężczyni  | 61. | 8 kwietnia 1979      | Tokio, WTA Doubles    | Dywanowa (hala) | Betty Stöve         | Sue Barker Ann Kiyomura               | 7:5, 7:6(7)                                      |
| Finalistka    | 70. | 15 kwietnia 1979     | Hilton Head           | Ceglana         | Betty Stöve         | Rosie Casals Martina Navrátilová      | 4:6, 5:7                                         |
| Finalistka    | 71. | 10 czerwca 1979      | French Open           | Ceglana         | Virginia Wade       | Betty Stöve Wendy Turnbull            | 6:3, 5:7, 4:6                                    |
| Finalistka    | 72. | 2 grudnia 1979       | Johannesburg          | Twarda          | Marise Kruger       | Lesley Charles Tanya Harford          | 1:6, 3:6                                         |

### Gra mieszana 11 (5–6)

#### Przed Erą Open 2 (0–2)
| Końcowy wynik | Nr | Data            | Turniej  | Nawierzchnia | Partner            | Przeciwnicy               | Wynik finału |
| ------------- | -- | --------------- | -------- | ------------ | ------------------ | ------------------------- | ------------ |
| Finalistka    | 1. | 14 grudnia 1966 | Adelaide | Trawiasta    | Claude de Gronckel | Judy Tegart Tony Roche    | 4:6, 5:7     |
| Finalistka    | 2. | 8 maja 1967     | Rzym     | Ceglana      | Frew McMillan      | Lesley Turner Bill Bowrey | 2:6, 5:7     |

#### W Erze Open 9 (5–4)
| Końcowy wynik | Nr | Data            | Turniej     | Nawierzchnia | Partner             | Przeciwnicy                        | Wynik finału  |
| ------------- | -- | --------------- | ----------- | ------------ | ------------------- | ---------------------------------- | ------------- |
| Zwyciężczyni  | 1. | 9 czerwca 1968  | French Open | Ceglana      | Jean-Claude Barclay | Billie Jean King Owen Davidson     | 6:1, 6:4      |
| Finalistka    | 1. | 8 czerwca 1969  | French Open | Ceglana      | Jean-Claude Barclay | Margaret Smith Court Marty Riessen | 3:6, 2:6      |
| Finalistka    | 2. | 9 września 1969 | US Open     | Trawiasta    | Dennis Ralston      | Margaret Smith Court Marty Riessen | 5:7, 3:6      |
| Finalistka    | 3. | 7 czerwca 1970  | French Open | Ceglana      | Jean-Claude Barclay | Billie Jean King Bob Hewitt        | 6:3, 4:6, 2:6 |
| Zwyciężczyni  | 2. | 6 czerwca 1971  | French Open | Ceglana      | Jean-Claude Barclay | Winnie Shaw Tomas Lejus            | 6:2, 6:4      |
| Finalistka    | 4. | 4 czerwca 1972  | French Open | Ceglana      | Jean-Claude Barclay | Evonne Goolagong Kim Warwick       | 2:6, 4:6      |
| Zwyciężczyni  | 3. | 3 czerwca 1973  | French Open | Ceglana      | Jean-Claude Barclay | Betty Stöve Patrice Dominguez      | 6:1, 6:4      |
| Zwyciężczyni  | 4. | 3 lipca 1976    | Wimbledon   | Trawiasta    | Tony Roche          | Rosie Casals Dick Stockton         | 6:3, 2:6, 7:5 |

## Występy w Turnieju Mistrzyń

### W grze pojedynczej
| Rok  | Rezultat          | Rywalka                                             | Wynik                           |
| 1972 | Półfinał          | Kerry Melville                                      | 2:6, 3:6                        |
| 1973 | Półfinał          | Nancy Richey                                        | 2:6, 1:6                        |
| 1974 | I runda           | Chris Evert                                         | 2:6, 2:6                        |
| 1975 | Faza eliminacyjna | Mona Schallau                                       | 4:6, 3:6                        |
| 1976 | Faza grupowa      | Evonne Goolagong Martina Navrátilová Marita Redondo | 2:6, 2:6 6:4, 4:6, 2:6 1:6, 3:6 |

### W grze podwójnej
| Rok         | Rezultat   | Partnerka     | Przeciwniczki                        | Wynik            |
| 1973        | Finał      | Betty Stöve   | Rosie Casals Margaret Smith Court    | 2:6, 4:6         |
| 1974        | Finał      | Betty Stöve   | Rosie Casals Billie Jean King        | 2:6, 7:6(2), 5:7 |
| 1977 Toyota | Zwycięstwo | Virginia Wade | Helen Cawley Joanne Russell          | 6:1, 4:6, 6:4    |
| 1978 Toyota | Półfinał   | Virginia Wade | Billie Jean King Martina Navrátilová | 6:7, 5:7         |
| 1979        | Zwycięstwo | Betty Stöve   | Sue Barker Ann Kiyomura              | 7:6(1), 7:6(3)   |

## Występy w turnieju WTA Doubles Championships
| Rok  | Rezultat    | Partnerka     | Przeciwniczki                        | Wynik         |
| 1975 | Półfinał    | Betty Stöve   | Margaret Smith Court Virginia Wade   | 2:6, 6:4, 5:7 |
| 1976 | Ćwierćfinał | Rosie Casals  | Olga Morozowa Virginia Wade          | 6:2, 2:6, 2:6 |
| 1977 | Finał       | Virginia Wade | Martina Navrátilová Betty Stöve      | 5:7, 3:6      |
| 1978 | Finał       | Virginia Wade | Billie Jean King Martina Navrátilová | 4:6, 4:6      |
| 1979 | Zwycięstwo  | Betty Stöve   | Sue Barker Ann Kiyomura              | 7:5, 7:6(7)   |